# Otto Schulz

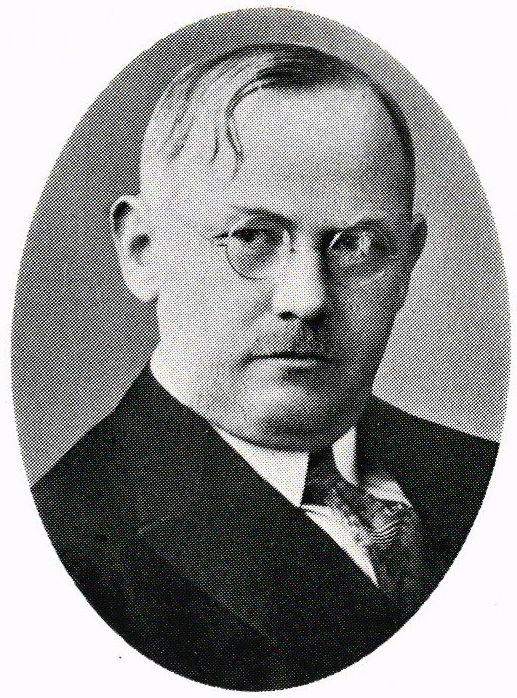
Otto Schultz

Heinrich Albert Otto Schulz, född 3 december 1882 i Salzwedel i Tyskland, död 14 februari 1970, kyrkobokförd i Göteborgs Vasa församling, var en tysk-svensk arkitekt och formgivare.
Schulz studerade vid Tekniska högskolan i Charlottenburg 1900–1907, och var elev hos svenskfödde professor Alfred Grenander 1904–1907. Han erhöll diplom vid Kunstgewerbe Museum i Berlin 1907, och samma år kom han till Göteborg där han fick anställning som ritare och hos Selander & Söner. År 1910 startade han egen verksamhet specialiserad på inredningar. Till en början ritade han mest fartygsinredningar, men 1917 fick han det prestigefyllda uppdraget att inreda Bräutigams Konditori.
1920 grundade han tillsammans med Adolf Nordenberg möbel- och inredningsföretaget Boet med butik i korsningen Avenyn–Kristinelundsgatan. Butiken var en fullsortimentsbutik med inspirationsvåning, och förutom egenritade möbler fanns även andra tillverkares produkter som försågs med Boet-logotyp. Kunderna kunde även få hela inredningar uppritade för tillverkning på beställning. Butiken var Göteborgs mest exklusiva inredningsbutiker mellan 1920 och 1950.  
Schulz tog också patent på tre tillverkningstekniker som återfinns i flera Boetmöbler: Bosaik (en mosaikbeläggning som tålde väta), Botarsia (en mönsterteknik i trä med hjälp av mässingsstift) samt Bopoint (pärlspiksdekoration på konstläder).
Under storhetstiden drev Schulz, förutom butiken och arkitektkontoret Boet, också butiken Vackrare Vardagsvara vid Arkaden och gav ut den konstindustriella tidskriften Boet (nedlagd 1938). Nordenberg lämnade verksamheten i mitten av 1920-talet, medan Schulz drev den vidare fram till 1950 varefter han ägnade sig åt sitt patent på hopfällbara sängar.